# Confessions publiques
Albums de Alain Bashung
Chatterton
(1994) Fantaisie militaire
(1998)
Confessions publiques est le troisième album live d'Alain Bashung, paru en 1995 chez Barclay. Il regroupe des performances jouées à l'Olympia, au Zénith de Paris et au Bataclan.
C'est aussi une vidéo enregistrée en public au Chabada à Angers les 3 et 4 octobre 1995, sortie en VHS et DVD chez PolyGram Video.

## Liste des titres

### CD 1
| No  | Titre                    | Auteur                                          | Durée |
| --- | ------------------------ | ----------------------------------------------- | ----- |
| 1.  | Les Grands Voyageurs     | Laurent Petitgand - Jean Fauque / Alain Bashung | 4:14  |
| 2.  | Un âne plane             | A. Bashung - J. Fauque / A. Bashung             | 3:24  |
| 3.  | À Ostende                | A. Bashung - J. Fauque / A. Bashung             | 4:26  |
| 4.  | Elvire                   | A. Bashung - J. Fauque / A. Bashung             | 4:55  |
| 5.  | J'écume                  | A. Bashung - J. Fauque / A. Bashung             | 3:50  |
| 6.  | Osez Joséphine           | A. Bashung - J. Fauque / A. Bashung             | 3:24  |
| 7.  | À perte de vue           | A. Bashung - J. Fauque / A. Bashung             | 5:07  |
| 8.  | Étrange été              | J. Fauque / A. Bashung                          | 4:28  |
| 9.  | Les lendemains qui tuent | A. Bashung - J. Fauque / A. Bashung             | 2:34  |
| 10. | J'avais un pense-bête    | A. Bashung - J. Fauque / A. Bashung             | 4:51  |
| 11. | Les Petits Enfants       | Daniel Tardieu / A. Bashung                     | 0:49  |
| 12. | Martine boude            | A. Bashung - Serge Gainsbourg / A. Bashung      | 4:21  |
| 13. | Bombez                   | J. Fauque / A. Bashung                          | 3:10  |
| 14. | L'Apiculteur             | A. Bashung - J. Fauque / A. Bashung             | 7:47  |

### CD 2
| No  | Titre                         | Auteur                               | Durée |
| --- | ----------------------------- | ------------------------------------ | ----- |
| 1.  | Volutes                       | A. Bashung - J. Fauque / A. Bashung  | 3:40  |
| 2.  | Danse d'ici                   | A. Bashung - J. Fauque / A. Bashung  | 4:44  |
| 3.  | Après d'âpres hostilités      | A. Bashung - J. Fauque / A. Bashung  | 4:14  |
| 4.  | Vertige de l'amour            | Boris Bergman / A. Bashung           | 3:00  |
| 5.  | Ma petite entreprise          | A. Bashung - J. Fauque / A. Bashung  | 4:04  |
| 6.  | Madame rêve                   | Pierre Grillet / A. Bashung          | 5:13  |
| 7.  | Happe                         | A. Bashung - J. Fauque / A. Bashung  | 3:08  |
| 8.  | J'passe pour une caravane     | A. Bashung - J. Fauque / A. Bashung  | 3:26  |
| 9.  | Gaby oh Gaby                  | B. Bergman / A. Bashung              | 3:55  |
| 10. | Rebel                         | B. Bergman / A. Bashung              | 4:10  |
| 11. | Toujours sur la ligne blanche | B. Bergman / A. Bashung              | 4:48  |
| 12. | Bijou bijou                   | D. Tardieu - B. Bergman / A. Bashung | 5:54  |

### DVD
| No  | Titre                         | Durée |
| --- | ----------------------------- | ----- |
| 1.  | Les Grands Voyageurs          |       |
| 2.  | Un âne plane                  |       |
| 3.  | À Ostende                     |       |
| 4.  | Danse d'ici                   |       |
| 5.  | Après d'âpres hostilités      |       |
| 6.  | Elvire                        |       |
| 7.  | J'écume                       |       |
| 8.  | Osez Joséphine                |       |
| 9.  | À perte de vue                |       |
| 10. | Les Petits Enfants            |       |
| 11. | Elle fait l'avion             |       |
| 12. | Légère éclaircie              |       |
| 13. | Bombez                        |       |
| 14. | Étrange été                   |       |
| 15. | Les lendemains qui tuent      |       |
| 16. | J'avais un pense-bête         |       |
| 17. | Martine boude                 |       |
| 18. | Vertige de l'amour            |       |
| 19. | Ma petite entreprise          |       |
| 20. | Madame rêve                   |       |
| 21. | Volutes                       |       |
| 22. | Pyromanes                     |       |
| 23. | Gaby oh Gaby                  |       |
| 24. | Toujours sur la ligne blanche |       |
| 25. | Bijou bijou                   |       |
| 26. | Rebel                         |       |
| 27. | L'Apiculteur                  |       |

### Remarque
À noter que les chansons Happe et J'passe pour une caravane ne sont présentes que sur les CD, tandis que Légère éclaircie, Elle fait l'avion et Pyromanes ne le sont que sur le DVD.

## Musiciens
- Alain Bashung : chant, guitare acoustique, harmonica

- Jean-Pierre Pilot : claviers, chœurs
- Dominique Grimaldi : basse, guitare acoustique
- David Salkin : batterie, guitare, basse
- Xavier « Tox » Géronimi : guitares électrique et acoustique
- François Bodin : guitares électrique et acoustique
- Jean-Yves Lozac'h : pedal steel
- Stéphane Belmondo : trompette